# Stadion Za Lužánkami
Stadion Za Lužánkami – aktualnie nieużywany stadion położony w Czechach, w miejscowości Brno. Głównie wykorzystywany do rozgrywania meczów piłki nożnej, był siedzibą klubu FC Zbrojovka Brno. Pojemność stadionu wynosiła 50 000 osób.
Budowa stadionu trwała na przestrzeni lat 1949–1953. W latach sześćdziesiątych i siedemdziesiątych XX wieku budynek był największym stadionem Czechosłowacji. Do obiektu należy rekord frekwencji na meczu I ligi czeskiej w piłce nożnej, ustanowiony na spotkaniu rozegranym w lidze 1996/1997 pomiędzy Brno a SK Slavia Praha. Stadion zamknięto w 2001 roku po tym, jak Zbrojovka Brno przeniósł się na Městský fotbalový stadion Srbská. Powodem przenosin klubu było niespełnianie przesz obiekt kryteriów ustalonych przez związek piłki nożnej oraz FIFA. Budynek jest obecnie w stanie rozpadu.
Rozważano rekonstrukcję obiektu, do którego powróciłby zespół Zbrojovka Brno, jednak w czerwcu 2012 roku ogłoszono, że z powodów finansowych wstrzymano wszelkie plany odbudowy stadionu.